# Dumitru Ursachi
Dumitru Ursachi este un general din Republica Moldova.
Studii:

1983 - absolvă Școala superioară a MAI din URSS, orașul Kiev;

1989 - absolvă Academia MAI din URSS, orașul Moscova.

Activitatea profesională:

1989 - 1991 - comisar de poliție;

1991 - 1992 - a îndeplinit funcția de Șef al Direcției ordine publică, Șef-adjunct al Departamentului de poliție;

1993 - 1997 - Șef al Direcției poliției economice;

1997 - 2001 - Viceministru, Șef al Inspectoratului general de poliție;

În 1998 i-a fost conferit gradul de general de poliție.